# Trychopeplus laciniatus
Trychopeplus laciniatus är en insektsart som först beskrevs av John Obadiah Westwood 1874.  Trychopeplus laciniatus ingår i släktet Trychopeplus och familjen Diapheromeridae. Inga underarter finns listade i Catalogue of Life.